# 클로스트리디오이데스 디피실
클로스트리디오이데스 디피실(Clostridioides difficile, 동의어: Clostridium difficile, 디피실 균)은 심각한 설사 감염을 유발하는 것으로 알려진 세균(박테리아)이며 대장암을 유발할 수도 있다. 디피실 균은 씨디피실(C. difficile) 또는 씨-디프(C. diff)로도 알려져 있다. 포자(spore)형성을 하는 그람양성 세균이다. 클로스트리디움 속 혐기성, 운동성 박테리아로 자연 어디에나 존재하며 특히 토양에 많이 존재한다. 이 세균의 영양세포(vegetative)는 막대모양이고 다형성(pleomorphic)이며, 쌍으로 또는 짧은 사슬 모양(short chain)으로 나타난다. 현미경으로 보면 끝부분이 융기된 길고 불규칙한 (종종 북채(drumstick) 모양이나 방추(spindle) 모양) 세포로 보인다(아말단 포자(subterminal spores)를 형성함). 그람 염색 에서 C. difficile 세포는 그람 양성이며 인체 체온과 산소가 없는 혈액 배지 에서 최적의 성장을 보인다. C. difficile 은 카탈라아제 및 슈퍼옥사이드 분해효소 음성이며, 엔테로톡신 A, 세포독소 B 및 Clostridioides difficile 전이효소와 같은 최대 3가지 유형의 독소를 생성한다. 스트레스 조건에서 박테리아는 활성 박테리아가 견딜 수 없는 극한 조건을 견딜 수 있는 포자(sproe)를 생성한다. 

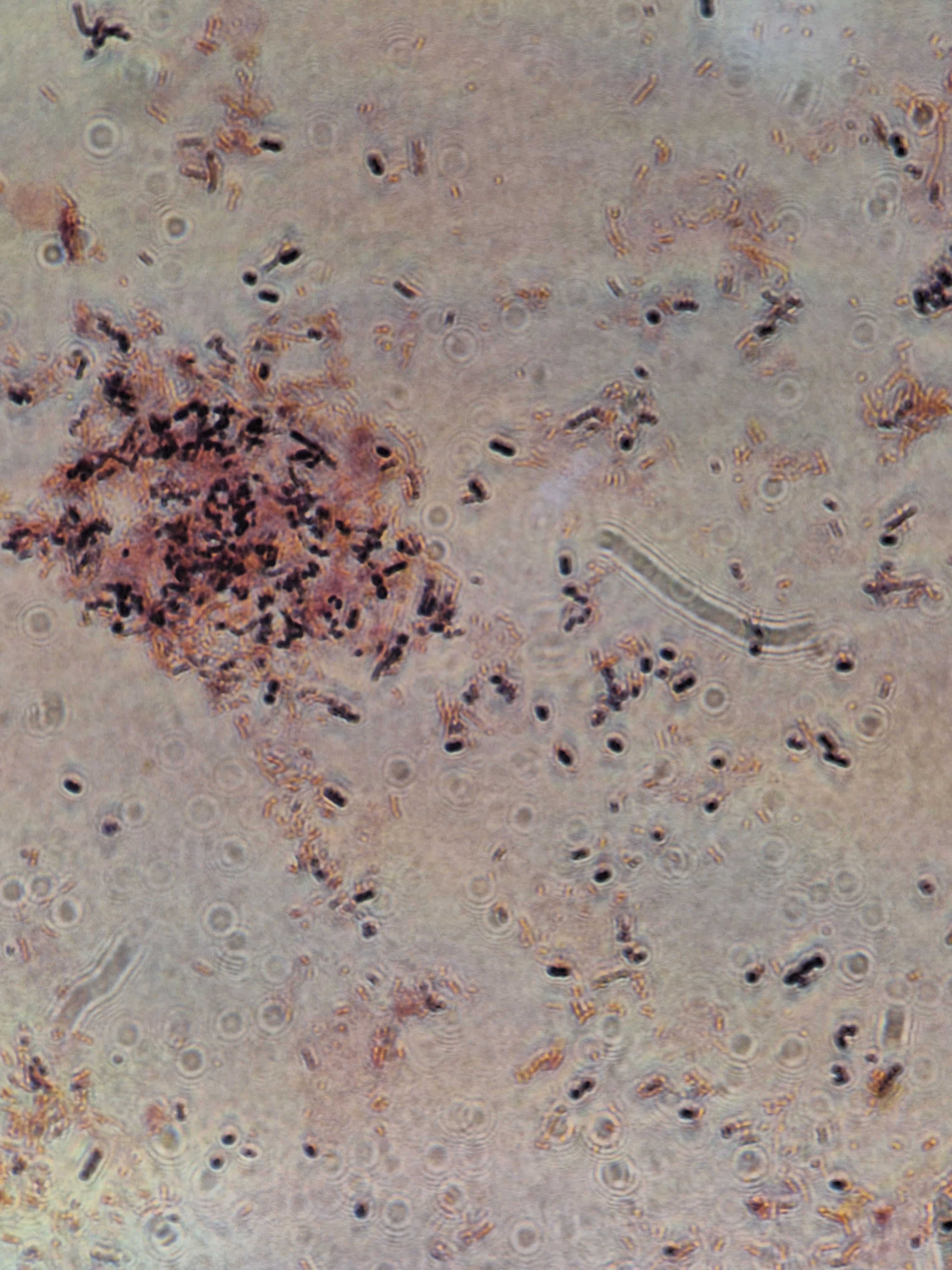
감염된 환자의 대변 샘플 현탁액에서 그람 염색된 디피실(C. diff) 균 및 기타 미생물총.

디피실 균(Clostridioides difficile) 은 사람에게 중요한 병원체이다. 미국 질병통제예방센터(CDC)에 따르면 2017년 미국에서 입원 환자 223,900명과 사망자 12,800명이 발생했다. C. difficile 은 일반적으로 병원 및 항생제 관련 병원체로 알려져 있지만, 감염의 최대 1/3이 병원에서 감염된 사람으로부터 전염된 것으로 추적될 수 있으며, 씨디피실 감염(C. difficile 감염, CDI) 발생 위험 증가와 직접적으로 관련된 항생제는 반코마이신, 클린다마이신, 플루오로퀴놀론 및 세팔로스포린 등 소수에 불과하다. 대부분의 감염은 병원 외부에서 발생하며 대부분의 항생제는 대변 완화제 사용 및 관장 등과 같은 많은 비항생제 위험 요소와 동등하게 감염 위험이 높다.
디피실 균(Clostridioides difficile)은 질병을 유발하지 않고도 인간 대장에 자리 잡을 수 있다. 초기 추정치에 따르면 성인 인구의 2~5%에 C. difficile이 존재하는 것으로 나타났지만, 최근 연구에 따르면 식민화(colonization)가 식중독이나 완하제 남용 과 같은 관련 없는 설사성 질병의 병력과 밀접하게 관련되어 있는 것으로 나타났다. 위장 장애의 병력이 없는 사람은 무증상 보균자가 될 가능성이 낮다. 이러한 보균자는 주요 감염 저장소로 여겨진다.

## 분류학
이 세균은 분류학적으로 2016년 Clostridium 속에서 Clostridioides 로 옮겨져 Clostridioides difficile이 되었다. 이 새로운 이름은 일반 이름인 C. diff를 유지하면서 이 종과 Clostridium 속의 구성원 간의 분류학적 차이를 반영한다. 2018년 기준, 이렇게 새롭게 분류된 속에 다른 유일한 종은 Clostridioides mangenotii (이전에는 Clostridium mangenotii 로 알려짐)만이 있다.

## 인간 병원체
병원성 디피실(C. difficile) 균주는 다양한 독소를 생성한다. 가장 잘 알려진 것은 엔테로톡신 독소 A와 세포독소 B 로, 두 독소 모두 감염된 환자에게 설사와 염증( C. difficile 대장염)을 일으킬 수 있으나, 상대적인 영향에 대해서는 논란이 있다. 설사는 장액이 며칠 동안 손실되는 것부터 생명을 위협하는 위막성 대장염 까지 다양하며, 위막성 대장염은 대장의 심한 염증과 장 점막 표면에 위막 형성과 관련이 있다. 이것은 독성 거대결장(toxic megacolon)으로 진행될 수 있는데, 독성 거대결장은 대장 확장의 심각한 형태로, 환자는 대장 천공, 패혈증 및 쇼크의 위험에 빠질 수 있다.
추가 독성 인자에는 인간 결장 세포와의 결합을 매개하는 접착 인자와 히알루론분해효소(hyaluronidase)등이 포함된다. 이 세균은 또한 주변의 다른 미생물의 성장을 억제하고 정상 인간 장내세균총과 경쟁할 수 있게 해주는 화학물질인 파라-크레졸(para-cresol)을 생성한다.

## 항생제 내성
디피실 균(C. diff)감염(CDI) 에 대한 항생제 치료는 항생제 내성과 세균의 생리학적 요인(포자 형성, 유사막(pseudomembrane)의 보호 효과)으로 인해 어려울 수 있다. 2005년에 북미에서 지리적으로 분산된 발병을 유발하는 것으로 알려진 새로운 고독성 C. difficile 균주는 시프로플록사신 및 레보플록사신 과 같은 플루오로 퀴놀론 항생제에 내성을 갖는것으로 보고되었다. 애틀랜타에 있는 미국 질병통제예방센터(CDC)는 독성이 증가하거나 항생제 내성이 생기거나 둘 다 생기는 전염병 균주의 출현에 대해 경고했다. 디피실균감염(CDI) 치료 시 첫 번째로 선택되는 항생제는 메트로니다졸(metronidazole)인데, 임상 분리균의 최대 12%에서 내성이 관찰되었으며, 다양한 항생제 치료과정에 따라 C. difficile 집단에 더욱 다양한 내성이 진화될 것이며, 이러한 내성균에 대한 치료는 점점 어려워 질 것이다.
표백제를 포함한 다양한 고농도 소독제에 대해서 C. difficile 포자는 내성을 가지고 있기 때문에, 병원에서 이러한 소독제를 이용한 C. difficile 포자살균은 어려울 수 있다.

## 전염
디피실 균 (C. difficile)은 대변-구강 경로를 통해 사람이나 동물에서 사람으로 전염되며 대변을 통해 배출된다. 이 세균은 알코올 기반 손 세정제나 일상적인 표면 세척으로는 죽지 않는 내열성 공기 내성 포자(spore)를 형성하므로 이러한 포자는 임상 환경에서 장기간 생존한다. 대변으로 오염된 표면, 장치 또는 재료(예: 변기, 욕조, 전자 직장 온도계)는 C. difficile 포자의 저장고 역할을 할 수 있으며, C. difficile 포자는 표면에서 장기간 살 수 있다. 이러한 이유로 거의 모든 표면에서 이 세균은 자랄 수 있다. 포자는 산성에 대한 저항성이 있어서, 위산에 녹지 않고 손상 없이 위를 통과할 수 있다. 이들은 담즙산에 노출되면 결장에서 발아하고 증식하여 영양세포로 성장한다. 따라서 세계보건기구에서는 포자 확산을 제한하기 위해 알코올 용액 외에 비누를 사용할 것을 권장한다. 포자 형성은 C. difficile 의 DNA 메틸트랜스퍼라제 CamA 비활성화 후 현저히 감소한 것으로 나타났으며, 이 결과는 특정 방식으로 이 세균을 억제할 수 있는 약물 개발의 가능성이 있을 것 임을 시사한다.
이 세균의 정착에 대한 감수성은 식중독, 크론병 또는 완하제 남용과 같은 설사성 질환에 의해 유발되는 것으로 보인다. 설사성 질환의 병력이 없는 사람이 C. difficile 포자에 노출된다고 해서 반드시 보균자가 되는 것은 아니다. 사람들이 일단 C. difficile 에 감염되면 1년 동안 보균자로 남지만, C. difficile 의 일일 배출량은 검출 한도 미만에서 하루하루 높은 수준의 배출까지 상당히 변동적이다. 보균자의 위장 장애는 배출이 증가하는 기간을 유발하는 것으로 보이며, 이는 전염에 중요한 요인이 될 수 있다.

## 숙주 범위
디피실 균(Clostridioides difficile)은 돼지, 송아지 및 인간을 감염시키고 토양, 가축 및 인간의 배설물, 하수, 인간의 장관 및 소매 육류등에 서식한다.
2015년 CDC 연구에 따르면, 2011년에 약 50만 명의 미국인이 디피실 균에 감염되었고 그 중 29,000명이 사망한 것으로 추정된다. 연구 결과에 따르면 사례의 40%가 요양원이나 지역 의료 시설에서 시작되었고 24%는 병원에서 발생한 것으로 추정된다.
디피실 균은 인간의 소화계에서 흔히 발견된다. 그러나 강력한 경쟁자는 아니며, 소화계의 다른 박테리아와 영양소를 놓고 경쟁에서 밀리는 경우가 많다. 결과적으로 C. difficile의 수는 관리 가능한 수준으로 유지된다. 항생제를 갑자기 투여하여 미생물군에 혼란을 초래하면 많은 경쟁자가 죽으면서 C. difficile이 자랄 수 있다. 항생제 관련 설사의 경우 항생제 치료 후 잠복기는 5~10일이며, 1일에서 몇 주가 걸린다. 또한, 어린아이에게서는 독소 수치가 높은 C. difficile 의 보균이 흔하지만, 이 질병이 발생하는 경우는 드물다. 세균에서 하나 또는 두 가지 독소가 생성되어도 임상 증상이 생길만큼은 아닌 경우가 많다.

## 징후와 증상
디피실 균(C. difficile) 감염 증상에는 설사 (하루 최소 3번의 설사), 탈수, 심한 복통, 식욕 부진 및 메스꺼움이 포함된다.

## 병리생리학
디피실 균(C. difficile)은 구강-분변 경로를 통해 전염되며 많은 균이 포자를 통해 번식한다. 이들 포자의 발아(germination)는 타우로콜레이트(taurocholate)와 같은 간의 1차 담즙산을 감지하는 능력에 달려 있는데, 이는 발아 수용체인 CspC에 의해 감지된다. 2차 담즙산은 대장에서 이러한 과정을 억제할 수 있다. 포자는 항생제에 의해 유발된 숙주 미생물군의 변화에 따라 자라서 장에 정착할 수 있다. C. difficile은 CWp84와 같은 점액 분해 효소를 분비하여 대장 점막을 분해한다. 이 포자는 대장 세포에 부착할 수도 있다. 또한, C. difficile은 이동성 세균으로 이동 단계와 부착 단계 사이를 전환할 수 있으며, 이 과정은 Cyclic-di-GMP에 의해 조절된다. 그리고 C. difficile은 바이오필름을 형성하고 세포 간 신호를 전달할 수 있다. C. difficile은 종종 의료 종사자의 손이나 병원 전체 환경을 통해 다른 환자에게서 전파되거나 병원균을 섭취함으로써 감염된다. 포자는 위의 산도에 저항성을 가지며, 소장에서 식물체(vegetative form)로 발아한다. C. difficile은 무증상에서 중증 대장염 및 사망에 이르기까지 광범위한 임상 증상을 나타낼 수 있다. 따라서 C. difficile 은 미국에서 가장 흔한 의료 감염으로 심각한 건강 위험과 상당한 치료 비용을 초래한다.

## 숙주 면역 반응
디피실 균(C. difficile)이 분비하는 독소 A(TcdA)와 B(TcdB)에는 항체와 T 세포가 인식하는 면역원성 항원이 포함되어 있다. 그러나 항-TcdA 및 -TcdB IgG 항체의 수치는 건강한 개인과 C. difficile 감염 환자를 구별할 수 없었기 때문에 임상적 사용이 제한적이다. 최근 연구에 따르면, 이러한 독소는 건강한 장 환경을 유지하는 데 중요한 헬퍼(도움) CD4+ T 세포, 주로 Th17 헬퍼 세포에 의해서도 인식되는 것으로 나타났다. 그러나 심각한 감염 환자의 경우 이러한 세포가 손상된다. 흥미로운 점은, 심각한 C. difficile 감염을 겪은 사람들은 가벼운 감염을 겪은 사람들보다 독소 특이적 T 세포가 훨씬 더 많았다는 것이다. 이는 T 세포가 이 감염과 싸우는 데 중요한 역할을 한다는 것을 보여준다. 이 면역 반응은 microRNA 발현을 더욱 조절 불량하게 만들 수 있다. 이러한 사실은 심각한 질병을 앓고 있는 환자의 배변 미생물 이식(fecal microbiota transplant) 에 따른 독소 특이적 Th17 세포와 microRNA 발현의 회복을 통해 더욱 입증되었다. 새로운 연구 결과에 따르면, 인터루킨-10이 손실되면 인터루킨-22 수치가 높아지는 것으로 나타났으며, 인터루킨-22는 숙주의 C. difficile 감염 반응에 중요한 역할을 하는 것으로 밝혀졌다. 따라서 IL-10 결핍은 병원체에 대한 숙주의 방어력을 높일 수 있다. 이는 향후 치료법 연구에 특히 유용할 수 있다.

## 진단
디피실 균(C. difficile) 감염은 악취가 나는 설사로 인해 의심되는 경우가 많지만, 이로 인해 환자가 디피실균 감염(CDI)에 걸렸는지 확진할 수는 없다. 디피실균 감염(CDI)을 확인하기 위해 세포독소 검사를 통해 대변 용출액에서 세포의 독소 B(ToxB) 세포독성을 감지한다. C. difficile 독소의 존재는 항독소 항체의 세포독성 효과를 중화함으로써 확인된다. C. difficile 균주는 세포독소 검사를 실시하기 전에 균 배양을 통해 확인 할 수도 있다. 이 배양을 통해 독소를 생성할 수 있는 C. difficile 균주를 감지한다. 그러나 이 보다는 효소 면역 분석법은 빠른 처리, 낮은 비용, 간단함 때문에 더 널리 사용된다. 하지만, 이런 검사는 세균 배양검사보다는 민감도가 낮다. PCR 검사법은 독소성 대변 배양법보다 처리 시간이 짧고 민감도 범위가 더 넓다. PCR 기반 검사를 사용하면 무증상 환자의 확인하는데 도움이 된다.

## 치료
증상이 시작되면 항생제 치료를 받고 있는 환자는 가능하면 복용을 중단해야 한다. 항생제 치료를 중단하면 때로는 증상이 자연스럽게 해결될 수 있다. 광범위 항생제 치료를 중단해도 효과가 없는 환자는 C. difficile 포자를 죽일 수 있는 항생제로 치료해야 한다. 1차 감염은 일반적으로 반코마이신으로 치료되며 일반적인 복용량은 6시간마다 125mg이다. 반코마이신 요법은 효능, 안전성이 더 우수하고 재발률이 낮아 기존의 메트로니다졸 요법을 대체했다. 반코마이신 사용이 어려운 환자의 경우, 피닥소마이신(fidaxomicin)은 반코마이신과 유사한 효능을 보이면서 낮은 재발률을 보이는 가능한 옵션이다. 급성 감염증의 경우 비경구 메트로니다졸과 경구 반코마이신 또는 피닥소마이신을 병용한 보조 요법이 가능하다.
메트로니다졸이나 반코마이신을 사용하여 1차 감염 치료를 성공적으로 완료한 환자의 약 15-30% 가 재발을 경험하게 된다. 이러한 환자 중 약 40%는 재발성 C. difficile 감염을 계속 겪는다. C. difficile 의 첫 번째 재발은 일반적으로 1차 감염을 치료하는 데 사용한 항생제와 동일한 항생제로 치료한다. 이후의 감염은 메트로니다졸로 치료해서는 안된다. 때로는 10일간의 표준 경구 반코마이신 복용이 효과적이지 않을 수 있다. 이런 경우에는 반코마이신 감량이 더 나은 치료법이다. 감염의 심각도에 따라 환자는 최대 3개월 동안 반코마이신의 복용량을 감소시킨다.
이후 C. difficile 이 재발하면 이전 감염보다 증상이 더 심해지는 경향이 있다. 특히 Saccharomyces boulardii 와 같은 프로바이오틱스를 보충한 반코마이신 테이퍼를 이용한 장기 치료는 더 높은 성공률이 보고된 바 있다.
3번 재발한 환자는 좁은 범위의 항생제인 경구 피닥소마이신으로 치료할 수 있다. 일반적인 복용량은 경구로 하루에 두번, 10일 동안 200mg이다. 피닥소마이신(Fidaxomicin)은 중증 CDI에 대해 반코마이신보다 우수한 것으로 간주된다. 피닥소마이신 치료의 가장 큰 단점은 약물 비용이다. 미국기준 10일 처방에 대한 비용은 최대 3,500달러 (약 465만원)이다.. 환자의 상태가 악화되거나 중증 합병증으로 진행되는 경우 정맥 주사 티지사이클린을 추가하는 것이 고려된다. 재발 위험이 높은 환자는 표준 치료에 단일클론 항체인 베즐로톡수맙(Bezlotoxumab)을 추가하는 것도 도움이 될 수 있다.
전통적인 항생제 치료에 반응하지 않는 환자는 대변 미생물 이식 (Fecal Microbiota Transplant; FMT)을 받을 수 있다. 이는 건강한 사람의 대변을 재발성 CDI 환자의 대장으로 옮기는 것이다. 이 방법은 중증 CDI에 대한 가장 성공적인 치료법으로, 치료율은 약 93%이다. 대변 이식은 또한 어린이와 청소년에게 효과적이고 안전한 치료 옵션인 것으로 밝혀졌다. FMT로 치료받은 환자의 CDI 재발률은 일반적으로 19% 정도로 낮아 만성 CDI 사례를 치료하는 데 매우 효과적이다. 그러나 어떤 경우에는 염증성 장 질환의 급증이 보고되기도 한다. 감염 제거를 위한 미생물 기반 치료의 성공을 고려할 때 숙주의 면역 체계의 상태가 중요하다. FMT의 장기적인 효과는 알려져 있지 않다. 이 시술은 2013년 이후에야 재발성 CDI에 대한 FDA 승인을 받았고, 수행된 시술이 비교적 적기 때문이다. 이식이 불가능한 경우 감염된 대장 부분을 제거하면 CDI를 치료할 수 있다.
디피실 균 감염 재발 예측은 많이 연구되었지만, 유의미하게 관련된 위험 요인에 대해서는 아직 확실한 것이 없다.

## 예방
디피실 균(C. difficile) 감염은 섭취와 산에 강한 포자를 통해 대변-구강 경로를 통해 퍼진다. 포자를 제거하려면 의료 종사자의 적절한 손 위생이 필수적이며, 여기에는 비누와 따뜻한 물로 손을 깨끗이 씻는 것이 포함된다. 또한, 급성 설사 환자의 격리는 병원 내에서 포자가 퍼지는 것을 방지할 수 있다. 디피실 균 감염(CDI)을 예방하는 또 다른 방법은 C. difficile 환자와 상호 작용할 때 개인 보호 장비를 착용하는 것이다. 더욱이, 병실에서 매일 환경 포자 살균 소독을 실시하면 CDI 전파를 예방할 수 있다. 또한 항생제 치료 기간을 줄이면 병원 내 CDI 발생률이 감소한다.

## 게놈
C. difficile 균주의 최초의 완전한 유전체 시퀀스는 2005년 영국의 생어(Sanger)연구소 에서 공개되었다. 이것은 1982년 스위스에서 분리된 독성이 강하고 다중 약물 내성을 가진 균주인 630 균주였다. 생어연구소의 과학자들은 454 라이프사이언스(Life Sciences) 및 일루미나(Illumina)의 차세대 시퀀싱 기술을 사용하여 약 30개의 C. difficile 균주의 게놈을 시퀀싱했다.
몬트리올에 있는 맥길 대학의 연구자들은 2005년에 초고처리량 시퀀싱 기술을 사용하여 독성이 강한 퀘벡 C. difficile 균주의 유전체를 시퀀싱했다. 이 테스트에는 시퀀싱을 위해 40만 번의 DNA 병렬 시퀀싱 반응을 수행하는 조각난 박테리아 유전체 분석 과정이 포함되었다. 이 시퀀싱은 완전한 게놈 시퀀싱(complete genome sequencing)을 위해 전산적으로 조립(computationally assembled)되었다.
2012년 옥스퍼드 대학의 과학자들은 일루미나(Illumina)의 차세대 시퀀싱 기술(NGS)을 사용하여 옥스퍼드셔에서 4년간 발생한 486건의 사례의 C. difficile 게놈을 시퀀싱했다.

## 박테리오파지
최소 8개의 주로 온건성인 박테리오파지가 C. difficile 에서 분리되었으며, 게놈 크기는 약 30~약 60kbp이다. 환경적으로나 임상적으로 유래된 디피실 균주는 다양한 프로파지를 가지고 있다.